# Adelaide da Romano
Adelaide da Romano (... – Puglia, 1251) è stata una nobildonna italiana.

## Biografia
Fu figlia di Alberico da Romano e della prima moglie Beatrice.
Vennero per lei concordate nel 1233 da Giovanni da Schio le nozze con Rinaldo I d'Este, figlio di Azzo VII d'Este, marchese di Ferrara, al fine di conciliare le famiglie degli Ezzelini e degli Estensi.
Nel 1239, mentre l'imperatore Federico II di Svevia si trovava a Padova scomunicato da papa Gregorio IX, fece esiliare i due sposi in Puglia per timore dei guelfi. 
Entrambi morirono avvelenati nel 1251 e non ebbero figli.